# Mentawailangoer
De mentawailangoer (Presbytis potenziani)  is een zoogdier uit de familie van de apen van de Oude Wereld (Cercopithecidae). De wetenschappelijke naam van de soort werd voor het eerst geldig gepubliceerd door Bonaparte in 1856.

## Voorkomen
De soort komt voor in Indonesië, endemisch op de Mentawai-eilanden.